# UDP-glucuronska kiselina dehidrogenaza
UDP-glucuronska kiselina dehidrogenaza (EC 1.1.1.305, UDP-GlcUA dekarboksilaza, ArnADH) je enzim sa sistematskim imenom UDP-glukuronat:NAD+ oksidoreduktaza (dekarboksilacija). Ovaj enzim katalizuje sledeću hemijsku reakciju
-glukuronat + NAD+ {\displaystyle \rightleftharpoons } UDP-beta-L-treo-pentapiranoz-4-uloza + CO2 + +
Ova dehidrogenaza je deo bifunkcionalnog enzima koji takođe izvodi reakciju EC 2.1.2.13, UDP-4-amino-4-dezoksi-L-arabinoza formiltransferaza.

## Literatura
- Nicholas C. Price; Lewis Stevens (1999). Fundamentals of Enzymology: The Cell and Molecular Biology of Catalytic Proteins (Third изд.). USA: Oxford University Press. ISBN 019850229X.
- Eric J. Toone (2006). Advances in Enzymology and Related Areas of Molecular Biology, Protein Evolution (Volume 75 изд.). Wiley-Interscience. ISBN 0471205036.
- Branden C; Tooze J. Introduction to Protein Structure. New York, NY: Garland Publishing. ISBN 0-8153-2305-0.
- Irwin H. Segel. Enzyme Kinetics: Behavior and Analysis of Rapid Equilibrium and Steady-State Enzyme Systems (Book 44 изд.). Wiley Classics Library. ISBN 0471303097.

## Spoljašnje veze
- UDP-glucuronic+acid+dehydrogenase+(UDP-4-keto-hexauronic+acid+decarboxylating) на 